# Adam de Ross
Adam de Ross est un écrivain de la fin du XIIe siècle. On lui doit une traduction anglo-normande de la Visio Pauli (version abrégée de l'Apocalypse de Paul).

## Biographie
L'identité précise d'Adam est inconnue et débattue. Il a existé plusieurs hypothèses la concernant. D'après J. C. Russell, Adam de Ross serait un moine cistercien irlandais de l'Abbaye de Dunbrody, connu en 1279. Mais cela ne correspond pas à la datation de son poème, qui remonterait au dernier quart du XIIe siècle. Selon M. D. Legge, il avait un lien avec l'Irlande, bien qu'il n'en existe aucune preuve. Il est généralement admis, parmi les historiens, qu'il était originaire de Ross-on-Wye dans le Herefordshire.

## Œuvre
Une seule œuvre lui est attribuée : il s'agit d'une traduction en octosyllabes (421 vers) de la Visio Pauli, intitulée Descente de saint Paul en Enfer et datée du dernier quart du XIIe siècle. Cette traduction a été conservée dans six manuscrits.
Seignurs pur Deu ore escutez,

Vus ki estes a Deu vouez,

Aydez mei a translater

La vision Sein Pol li ber.

[…]

Jeo suis serf Deu Adam de Ros'

### Sources
- (en) Richard Freeman Johnson, « The Archangel and Judgment », Saint Michael the Archangel in medieval English legend, Boydell Press, 2005, p. 97.  (ISBN 9781843831280)